# 红果悬钩子
红果悬钩子（学名：Rubus erythrocarpus）为蔷薇科悬钩子属的植物，为中国的特有植物。分布在中国大陆的云南等地，生长于海拔3,200米至3,800米的地区，多生于岩石山坡坡以及灌木丛中，目前尚未由人工引种栽培。

## 异名
- Rubus erythrocarpus Yu et L. T. Lu var. weixiensis Yu et Lu